# Sutvara
Sutvara este un sat din comuna Kotor, Muntenegru. Conform datelor de la recensământul din 2003, localitatea are 325 de locuitori (la recensământul din 1991 erau 240 de locuitori).

## Demografie
În satul Sutvara locuiesc 227 de persoane adulte, iar vârsta medie a populației este de 35,3 de ani (34,3 la bărbați și 36,3 la femei). În localitate sunt 80 de gospodării, iar numărul mediu de membri în gospodărie este de 4,06.
Această localitate este populată majoritar de sârbi (conform recensământului din 2003).
|  |

| Demografie | Demografie | Demografie |
| An         | Locuitori  | Locuitori  |
| ---------- | ---------- | ---------- |
|            |            |            |
|            |            |            |
|            |            |            |
|            |            |            |
| 1948       | 132        |            |
| 1953       | 133        |            |
| 1961       | 139        |            |
| 1971       | 133        |            |
| 1981       | 114        |            |
| 1991       | 240        | 236        |
| 2003       | 327        | 325        |

| \| Componența etnică conform recensământului din 2003[2] \| Componența etnică conform recensământului din 2003[2] \| Componența etnică conform recensământului din 2003[2] \| Componența etnică conform recensământului din 2003[2] \| Componența etnică conform recensământului din 2003[2] \| \| ----------------------------------------------------- \| ----------------------------------------------------- \| ----------------------------------------------------- \| ----------------------------------------------------- \| ----------------------------------------------------- \| \| \| \| \| \| \| \| Sârbi \| Sârbi \| \| 253 \| 77,84% \| \| Muntenegreni \| Muntenegreni \| \| 58 \| 17,84% \| \| Croați \| Croați \| \| 1 \| 0,3% \| \| necunoscută \| necunoscută \| \| 1 \| 0,3% \| |              |  |     |        |
| Componența etnică conform recensământului din 2003 |              |  |     |        |
| |              |  |     |        |
| Sârbi | Sârbi        |  | 253 | 77,84% |
| Muntenegreni | Muntenegreni |  | 58  | 17,84% |
| Croați | Croați       |  | 1   | 0,3%   |
| necunoscută | necunoscută  |  | 1   | 0,3%   |